# Liste der Baudenkmäler in Lochhausen
Auf dieser Seite sind die Baudenkmäler im Münchner Stadtteil Lochhausen im Stadtbezirk 22 Aubing-Lochhausen-Langwied aufgelistet. Zu diesen Baudenkmälern gibt es auch eine Bildersammlung und ein Fotoalbum mit ausgewählten Bildern.
Diese Liste ist Teil der Liste der Baudenkmäler in München. Grundlage ist die Bayerische Denkmalliste, die auf Basis des bayerischen Denkmalschutzgesetzes vom 1. Oktober 1973 erstmals erstellt wurde und seither durch das Bayerische Landesamt für Denkmalpflege geführt und aktualisiert wird. Die folgenden Angaben ersetzen nicht die rechtsverbindliche Auskunft der Denkmalschutzbehörde.

## Ensembles
- Ortskern Lochhausen. Der ins 10. Jahrhundert zurückreichende Ort besitzt in seinem engeren Kern eine bemerkenswerte Gebäudegruppe, die durch die Dorfkirche, das ehemalige Pfarrhaus und ein größeres bäuerliches Anwesen gebildet wird und durch die Staffelung an einer Geländeschwelle wirkungsvoll in Erscheinung tritt. (E-1-62-000-29)

## Einzelbauwerke
| Lage                                  | Objekt                              | Beschreibung | Akten-Nr.       | Bild                  |
| ------------------------------------- | ----------------------------------- | --- | --------------- | --------------------- |
| Schussenrieder Straße 3 (Standort)    | Lehrerwohnhaus                      | 1909 im Ortskern Lochhausen von Bezirksamts-Ingenieur Fraas als zweigeschossiger Mansardwalmdachbau in Heimatstilformen errichtet.                    | D-1-62-000-7818 | Lehrerwohnhaus        |
| Schussenrieder Straße 6 (Standort)    | Katholische Pfarrkirche St. Michael | im Ortskern Lochhausen, Saalbau mit eingezogenem Chor und Sattelturm, 15./18. Jahrhundert, 1926/27 von Franz Xaver Boemmel erweitert; mit Ausstattung | D-1-62-000-6353 | weitere Bilder        |
| Schussenrieder Straße 8/8a (Standort) | Ehemaliges Bauernhaus               | zweigeschossig, im Kern nach 1842 | D-1-62-000-6354 | Ehemaliges Bauernhaus |

## Ehemalige Baudenkmäler
In diesem Abschnitt sind Objekte aufgeführt, die früher einmal in der Denkmalliste eingetragen waren, jetzt aber nicht mehr. Objekte, die in anderem Zusammenhang also z. B. als Teil eines Baudenkmals weiter eingetragen sind, sollen hier nicht aufgeführt werden. Aktennummern in diesem Abschnitt sind ehemalige, jetzt nicht mehr gültige Aktennummern. 

| Lage                       | Objekt              | Beschreibung                                                  | Akten-Nr. | Bild |
| -------------------------- | ------------------- | ------------------------------------------------------------- | --------- | ---- |
| Im Stocket 13 (Standort)   | Bauernhaus          | 2010 aus der Denkmalliste gestrichen                          |           | BW   |
| Waidachanger 11 (Standort) | Schlichtes Wohnhaus | im Landhausstil um 1900; 2009 aus der Denkmalliste gestrichen |           | BW   |